# Les cròniques del déu coix
Les cròniques del déu coix és una novel·la de Joan-Lluís Lluís.
Publicada el 2013 per l'editorial Proa amb il·lustracions de Perico Pastor, és una història d'aventures que parteix del supòsit de la supervivència d'Hefest, el déu grec del foc, i de la seva convivència amb els mortals a l'illa de Sicília. La narració travessa setze segles d'història de la humanitat al llarg dels quals el propi déu va evolucionant, tot adaptant-se a les vicissituds i els avenços de la societat occidental.

## Argument
Hefest, el déu del foc, es veu obligat a barrejar-se amb els humans per obtenir el fum dels sacrificis de què s'alimenta. Som al segle VII dels homes, però aniran passant els anys, i aquest déu lleig i coix viurà tota mena de tribulacions entre Grècia i Sicília, i coneixerà una galeria de personatges reveladora.

## Premis
La novel·la va ser guardonada amb el premi Lletra d'Or com a millor llibre del 2013. Tal com es desprèn del veredicte del jurat, amb Les cròniques del déu coix Joan-Lluís Lluís "manifesta un gran domini del llenguatge, de la fluïdesa literària i de les el·lipsis temporals en un procés narratiu que equilibra la faula amb la mitologia i la reflexió al voltant de les bases culturals d'occident”.